# Bring the Pain
Bring the Pain – singiel amerykańskiego rapera Method Mana członka Wu-Tang Clan. Jest to pierwszy singiel promujący debiutancki album Tical. Utwór w całości wyprodukowany został przez RZA.

## Lista utworów
Informacje o liście utworów pochodzą z discogs.com

### Strona A
1. Bring The Pain (LP Version)
2. Bring The Pain (Radio Edit)
3. Bring The Pain (Instrumental)

### Strona B
1. P.L.O. Style (LP Version)
2. P.L.O. Style (Instrumental)
3. P.L.O. Style (Acappella)